# Заморські колонії Швеції
59°56′00″ пн. ш. 30°20′00″ сх. д. / 59.933333333333° пн. ш. 30.333333333333° сх. д.
Швеція володіла колоніями у Північній Америці, Африці та Азії у періоди з 1638 по 1663 рік, у 1733 році та з 1784 по 1878 роки. 
Усього налічується п'ять колишніх шведських колоній: Нова Швеція, Кабо-Корсо, Сен-Бартелемі, Гваделупа і Порто-Ново. З них лише Сен-Бартелемі вдалося утримати впродовж 94 років, інші чотири були швидко втрачені. 
Діяльність колоній була в основному зосереджена на торгівлі. Нова Швеція була єдиною спробою створити постійне поселення зусиллями емігрантів з метрополії. 

## Нова Швеція
Нова Швеція знаходилася на річці Делавер в штатах Делавер, штат Нью-Джерсі, Пенсільванія та Меріленд у США. Колонія була заснована у 1638 році (всього через 18 років після прибуття перших британських переселенців на судні Мейфлавер) шведською Південною компанією за допомогою голландця Петера Мінуїта, колишнього губернатора колонії Нові Нідерланди, що знаходилася неподалік.  
З часом напруження між Новою Швецією та Новими Нідерландами посилилося, що призвело до захоплення колонії голландцями у 1655 році (незважаючи на підтримку шведських поселенців місцевими племенами). Захоплення було відносно безкровним, після нього переважна більшість із 400 поселенців залишилася. 

## Кабо Корсо
Колонія Кабо-Корсо (Золотий Берег) знаходилася на території сучасної Гани (на узбережжі Гвінейській затоці в Західній Африці).  
Золотий берег контролювався португальцями з 1480-х років до 1642 року, коли внаслідок боротьби з голандцями вони втратили контроль над регіоном. Невдовзі майже всі мореплавні держави Європи мали тут торгові пости. 
Шведи вирішили також скористатися ситуацією і заснували Африканську компанію у 1649 році. У 1650 компанія відправила сюди експедицію на чолі з німцем Генріком Карлоффом, яка придбала територію у місцевого королівства Фету в 1650 році. 
У 1658 році Карлофф був звинувачений у незаконній торгівлі та звільнений з посту губернатора. В помсту за це він повернувся із данським кораблем та захопив колонію. 
В результаті Копенгагенського миру 1660 року шведи повернули собі контроль, але вже у 1663 році втратили його знову після тривалої облоги голландцями. 
У 1664 році територія була завойована Великою Британією. 

## Порто Ново
На початку XVIII століття Швеція зробила спробу закріпитися в Індії. З цією метою у 1733 році шведська Ост-Індійська компанія збудувала факторію в місті Порто-Ново (нині Парангіпеттай) на Коромандельському узбережжі. Однак, усього лиш через місяць після заснування факторія була атакована і зруйнована французами та британцями. У 1740 році британці виплатили шведам відшкодування у розмірі 12 000 фунтів. 

## Сен-Бартелемі
Франція передала Сен-Бартелемі у володіння Швеції у 1784 році в обмін на право торгівлі у Гетеборзі. 
Острів мав обмежені запаси прісної води. Сільське господарство виробляло невелику кількість бавовни, цукру, какао, тютюну та фруктів. На заході острову знаходилася зручна природня гавань. Планувалося, що основним джерелом доходу буде торгівля товарами та рабами. 
Офіційно контроль над островом був переданий на початку 1785 року, тоді ж була заснована нова столиця, місто Густавія. На той час населення колонії становило близько 750 осіб (включаючи 281 раба), які розмовляли в основному французькою та англійською мовами. 
У період на початку XIX століття колонія процвітала. Населення становило близько 6 000 осіб. На цей же період припали війни між великими державами (у тому числі наполеонівські війни, Англо-американська війна 1812—1815 рр.), у яких Швеція залишалася нейтральною, що давало велику перевагу у торгівлі. Під час англо-американської війни до 20% експорту США йшло через Сен-Бартелемі. 
Втім, вже скоро період війн скінчився. Колонія втратила своє значення і потребувала все більше фінансової підтримки від метрополії. У 1821 та 1837 острів постраждав від ураганів, у 1840 році сталася епідемія якоїсь хвороби, яка перебігала з гарячкою. Населення впало до 2 500 осіб. 1850 року сталася сильна посуха. 
Зростання витрат на утримання колонії змусило шведів почати переговори із Францією про продаж острова. У 1877 – 1878 був підписаний договір згідно з яким Франція купувала острів за 400 000 франків. 1878 року острів був переданий Франції. 

## Гваделупа
В результаті наполеонівських війн Британія окупувала острів Гваделупа у 1810 році. Під час окупації острів був тимчасово (на 14 місяців у 1813 – 1814 роках) переданий Швеції у винагороду за участь у союзі проти Наполеона. Втім, передача була лише формальною, островом продовжив керувати британський губернатор. 
Після миру в Парижі 1814 року острів був повернутий Франції взамін на виплату Британією грошового відшкодування Швеції. 